# Taraxacum altissimum
Taraxacum altissimum — вид квіткових рослин з родини айстрових (Asteraceae). Вид зростає в Європі: Данія, Швеція, Фінляндія, Нідерланди, Німеччина (Баварія, Саксонія), Польща, Чехія, Словаччина, Естонія; інтродукований до Англії, Уельсу, Шотландії, Ірландії; це багаторічна рослина помірних біомів.